# Fechtnerjev maslenec
Fechtnerjev maslenec (znanstveno ime Butyriboletus fechtneri) je gliva iz rodu maslencev (Butyriboletus). Prej je bil znan kot Fechtnerjev goban (Boletus fechtneri).

## Značilnosti
Klobuk ima premer od 5 do 15 cm. Sprva je polkrogle oblike, kasneje ravno obokan. Površina je sijoča, gola in gladka. Sprva belo-sive barve, nato bledo rjav, na pritisk postane rdečkasto-rjav.
Trosovnica je cevasta. Cevke so sprva limonasto rumene barve, kasneje postanejo rumeno zelenkaste. Na prerezu ali stiskanju postanejo modro zelene. Luknjice so enake barve kot cevke in prav tako spreminjajo barvo na enak način.
Bet je visok od 5 do 15 cm in debel od 2 do 6 cm. Najprej je jajčaste oblike, pozneje valjast. Površina je rumenkasta z nežno mrežico in v spodnji polovici obročasto zabrisano rdečkasto progo.
Meso je v klobuku in zgornjemu delu beta bledo rumenkasto, škrlatno rdeče v spodnjem delu beta in modrikasto ob cevkah. Nima izrazitega okusa ali vonja, ob rezanju pa pomodri.

## Razširjenost
Pojavlja se v toplih legah v listnatih gozdovih na apnenčastih tleh, predvsem pod hrasti in bukvami.
O njem so poročali iz številnih evropskih držav in iz Maroka v severni Afriki[7].  V Sloveniji je redek. Na seznamu ogroženih vrst je v Avstriji, Nemčiji, na Češkem, v Estoniji, Latviji, na Nizozemskem, Švedskem, Finskem in Slovaškem.

## Mikroskopske značilnosti
Trosni odtis je olivno rjave barve. Trosi so vretenaste oblike in merijo 9–16 x 5–6,5 μm.

## Podobne vrste
- žametasti novogoban ( Neoboletus erythropus) nima mrežice na betu
- preprosti turkovec (Hemileccinum impolitum) nima mrežice na betu
- dišeči zlatocevar (Lanmaoa fragrans) ima živo rumen trosni prah

## Uporabnost
Užiten.